# 愛瑪蕊·施泰珂艾瑪
愛瑪蕊·施泰珂艾瑪（Ymre Stiekema；1992年2月12日—），荷蘭超級名模。她是高級時裝品牌：Prada、Max Mara Studio的代言人。愛瑪蕊上過Vogue Italia及W等雜誌封面或內頁，也有參與Dolce & Gabbana、Fendi、Louis Vuitton等著名時裝及奢侈品的時裝展。

## 簡介
愛瑪蕊是來自荷蘭的新名模。2007年，年僅15歲的愛瑪蕊參加2007 Elite Model Look模特大賽，成為亞軍，從而入行。 2008年，入行僅大半年的愛瑪蕊就成為Prada Linea Rossa的代言面孔，並由Steven Meisel親自掌鏡。此後，愛瑪蕊簡直就成為了Prada的專屬模特，她不僅是Prada Resort 2009的廣告女郎，更在2009春夏米蘭時裝週上只走了Prada一場秀，並作開場模特兒，引起極大關注。